# TGS Vorwärts Frankfurt
Der TGS Vorwärts Frankfurt ist ein Sportverein in Frankfurt am Main.

## Geschichte
Der Turnverein Vorwärts Frankfurt wurde im Jahre 1882 gegründet und firmierte bis 1951 als Turnverein Vorwärts Bockenheim. Initiator damals war der Turner Christian Meller, der auch vorschlug, die Bezeichnung „Vorwärts“ im Namen aufzunehmen. Bereits 1874 war es zur Gründung der Turngesellschaft Rödelheim gekommen, weshalb 1999 auch das 125-jährige Bestehen des Vereins gefeiert wurde. Dem Verein gehören rund 1.050 Mitglieder an. Die TGS verfügt in Frankfurt-Rödelheim über eine große vereinseigene Sportanlage mit neu erbautem Vereinshaus sowie über eine eigene Turnhalle. Die sportlichen Aktivitäten verteilen sich auf insgesamt zehn verschiedene Abteilungen.

## Hockey

### Aktuelle Saison 2016/2017
In der Saison 2016/17 stellt die Hockey-Abteilung 3 Erwachsenenmannschaften im Feld bzw. 5 in der Halle
Feldsaison:
1. Herren – 2. Regionalliga Gruppe West
2. Herren – 1. Verbandsliga Hessen

1. Damen – Oberliga Hessen

Hallensaison:
1. Herren – Oberliga Hessen
2. Herren – 1. Verbandsliga Hessen
3. Herren – 4. Verbandsliga Hessen

1. Damen – Oberliga Hessen
2. Damen – 3. Verbandsliga Hessen

### Spielstätten
- Feld: Sportanlage TGS Vorwärts – Rebstöcker Weg 17, 60489 Frankfurt am Main
- Halle: BiKuz – Michael-Stumpf-Str. 2, 65929 Frankfurt-Höchst

## Die Handballerinnen des TV Vorwärts
Zwischen 1958 und 1964 gewannen die Handballerinnen des TV Vorwärts sieben Mal in Folge die Südwestdeutsche Meisterschaft im Hallenhandball. Von 1967 bis 1969 folgten drei weitere Titel, so dass die TV-Damen auf insgesamt zehn Südwestmeisterschaften kommen. Dies bedeutet auch, dass Vorwärts zehn Mal an der Endrunde um die deutsche Meisterschaft teilnahm. Nachdem man in den drei Jahren zuvor immer als Vorrundenletzter gescheitert war, feierte man am 18. Februar 1961 im nordbadischen Ketsch den größten Erfolg der Vereinsgeschichte. Im Halbfinale bezwang der TV den deutschen Meister der Jahre 1958 und 1959, den Eimsbütteler TV, mit 3:2 und zog ins Endspiel gegen den West-Meister RSV Mülheim ein. Diesem musste man sich erst nach zweimaliger Verlängerung mit 4:5 geschlagen geben.
Auch 1962 und 1963 überstand man die Vorrunde, unterlag aber im Halbfinale dem SC Greven 09 mit 0:2 und ein Jahr später dem Eimsbütteler TV mit 1:4. 1964 blieb den Frankfurterinnen der letzte Platz in ihrer Vorrundengruppe. 1965 und 1966 musste man Südwest Ludwigshafen sowie der TSG Kaiserslautern den Titel eines Südwestmeisters überlassen. Es folgten drei weitere Südwest-Titel, bei der Endrunde um die deutsche Meisterschaft kam aber immer gleich nach dem ersten Spiel das Aus: 1967 mit 2:14 gegen den Eimsbütteler TV, 1968 mit 4:18 gegen SC Union 03 Hamburg und 1968 mit 4:18 Bayer Leverkusen. Danach war die Vorherrschaft des TV Vorwärts im südwestdeutschen Frauenhandball beendet und andere Vereine wie der PSV Grünweiß Frankfurt und der TSV Rot-Weiß Auerbach bestimmten fortan das Geschehen. In der Saison 2007/08 belegte die TGS Vorwärts in der Bezirksliga A Frankfurt mit 20:12 Punkten den dritten Platz.

### Größte Erfolge
- Deutscher Vizemeister 1961
- Südwestdeutscher Meister 1958, 1959, 1960, 1961, 1962, 1963, 1964, 1967, 1968, 1969